# Can Pubill (Riudaura)
Can Pubill és una masia situada al municipi de Riudaura a la comarca de la Garrotxa, a 967 metres d'altitud Va ser construïda el 1900, amb una superfície total construïda de 756 m², i el seu estat actual de conservació és bo.
La cabanya presenta diferents volums irregulars, tot i que el volum principal és bastant rectangular amb baixos i una planta pis. L'altre volum, més proper al mas, és únicament planta baixa amb la teulada a un aiguavés. La façana frontal del volum principal de la cabanya és simètrica, essent mitja cabanya tancada amb mur de pedra i la resta completament oberta; aquesta part de la cabanya està formada per dues crugies. La coberta de la cabanya és sobre bigam de fusta i teula en sec, amb ràfecs de poca volada. Els murs són de pedra sense tallar.